# Japanische Badmintonmeisterschaft 2002
Die Japanische Badmintonmeisterschaft 2002 fand Mitte November 2002 in Tokio statt. Es war die 56. Austragung der nationalen Titelkämpfe im Badminton in Japan.

## Medaillengewinner
| Disziplin    | Gold                             | Silber                         | Bronze                           |
| ------------ | -------------------------------- | ------------------------------ | -------------------------------- |
| Herreneinzel | Keita Masuda                     | Tōru Matsumoto                 | Shinya Ohtsuka                   |
| Herreneinzel | Keita Masuda                     | Tōru Matsumoto                 | Takaaki Taniuchi                 |
| Dameneinzel  | Kumiko Ogura *                   | Kanako Yonekura                | Sachiko Sekimoto                 |
| Dameneinzel  | Kumiko Ogura *                   | Kanako Yonekura                | Yū Hirayama                      |
| Herrendoppel | Takuya Takehana Shinji Ōta       | Norio Imai Hiroshi Ōyama       | Keita Masuda Tadashi Ohtsuka     |
| Herrendoppel | Takuya Takehana Shinji Ōta       | Norio Imai Hiroshi Ōyama       | Takuya Katayama Yuzo Kubota      |
| Damendoppel  | Chikako Nakayama Keiko Yoshitomi | Miyuki Tai Yoshiko Iwata       | Chihiro Ōsaka Akiko Nakashima    |
| Damendoppel  | Chikako Nakayama Keiko Yoshitomi | Miyuki Tai Yoshiko Iwata       | Masami Yamazaki Michiko Kanagami |
| Mixed        | Tadashi Ohtsuka Shizuka Yamamoto | Kazuhiro Honda Keiko Yoshitomi | Takahiro Suka Rie Ichihashi      |
| Mixed        | Tadashi Ohtsuka Shizuka Yamamoto | Kazuhiro Honda Keiko Yoshitomi | Norio Imai Chikako Nakayama      |